# GN-z11
جي إن-زد11 مجرة انزياح أحمر عالي في اتجاه كوكبة الدب الأكبر،  و هي تعتبر من أبعد وأقدم المجرات المعروفة حتى الآن في الكون المنظور.
جي إن-زد11 لديها قياس طيفي انزياحي أحمر =11.1
و هذا يتوافق مع مسافة مسايرة تُقدَّر بحوالي 32 مليار سنة ضوئية من الأرض. (المسافة المسايرة تأخذ في الاعتبار استمرار تمدد الكون منذ 8و13 مليار سنة.)
مجرة جي إن-زد11 تعود لحقبة كان يبلغ فيها عُمر الكون قرابة 400 مليون سنة بعد الانفجار العظيم ما يُمثّل 3 في المئة فقط من عُمر الكون الإجمالي
وأظهرت حسابات العلماء أن مجرة GN-z11  أصغر بخمس مرات من مجرتنا درب التبانة ولديها كتلة 1% فقط من كتلة مجرتنا من النجوم، ومع ذلك تنمو GN-z11 حديثة الولادة بسرعة، مشكلة النجوم بمعدل أسرع 20 مرة مما ينشأ في مجرتنا اليوم من نجوم جديدة. وهذا يجعل منها مجرة فريدة لصغر سنها وساطعة كفاية رغم بعدها السحيق عنا ليقوم الفلكيون برصدها ودراستها في دراسات مفصلة عن نشأة المجرات وهم يستخدمون في ذلك تلسكوبي سبيتزر (مقراب سبيتزر الفضائي يقيس الأشعة تحت الحمراء)، و تلسكوب هابل الفضائي الذي يقيس الضوء المرئي . المعلومات المتوفرة لا يمكنها إظهار حجم النجوم داخل المجرة المُكتشفة، لكن الاعتقاد السائد أن تلك النجوم أضخم بكثير من نجمنا، الشمس، وأكثر حرارة منه بأضعاف المرات. 

## الإكتشاف
تم التعرف على المجرة من قبل فريق يدرس بيانات مسح مرصد هابل الفضائي (كاندلز) ومسح المراصد العظمى العميق-الشمالي. استخدم فريق البحث كاميرا هابل الواسعة المجال 3 لقياس المسافة إلى جي إن-زد11 بالتحليل الطيفي، وذلك من خلال تقسيم الضوء إلى ألوانه المكونة لقياس الانزياح الأحمر الناجم عن تمدد الكون. ونظراً لأن الكون يتمدد فإن بعد المجرة المكتشفة اليوم عنا يبلغ نحو 32 مليار سنة ضوئية، حيث تبتعد المجرة المكتشفة عنا ونحن نبتعد عنها، وتلك المسافة تسمى مسافة مسايرة.
كشفت النتائج، التي تم الإعلان عنها في مارس 2016، أن المجرة أبعد مما كان يعتقد في البداية، في حدود مسافة ما يمكن أن يرصدة تلسكوب هابل.
جي إن-زد11 أقدم بحوالي 150 مليون سنة من حاملة الرقم السابق المجرة EGSY8p7. ورصدت مجرة جي إن-زد11 في زمن كان الكون 3٪ فقط من عمره الحالي، قريبة جدا من نهاية ما يسمى عصور الكون المظلمة. تشير العديد من القياسات إلى أن عمر الكون 13,8 مليار سنة منذ الإنفجار العظيم . ويدل الانزياح الأحمر لطيف المجرة جي إن-زد11 أنها نشأت بعد الانفجار العظيم بنحو 400 مليون سنة. هذا معناه أن ضوء المجرة قد قطع المسافة بين الأرض والمجرة في زمن قدره نحو 13,4 مليار سنة.

## مقارنتها بمجرتنا
تبين مقارنة مجرتنا - مجرة درب التبانة - بالمجرة GN-z11 أن المجرة المكتشفة أصغر بنحو 20 مرة من مجرتنا وكتلتها تبلغ 1% من كتلة مجرتنا، وتنشأ فيها نجوم بمعدل أسرع 20 مرة من معدل نشأة نجوم جديدة في مجرتنا. يبلغ عمر النجوم في المجرة GN-z11 نحو 40 مليون سنة (وقت أن أصدرت ضوئها الذي وصلنا) ، وهذا يشير إلى
أن نشأة النجوم فيها بمعدل سريع.
ويعتبر تكون مجرة كهذه خلال وقت قصير نسبيا من بعد نشأة أول النجوم هو موضوع يشغل علماء الفلك، لأن النظريات الموجودة حاليا عن نشأة النجوم والمجرات لا تتفق تماما مع المعدل الذي تشير إليه المجرة جي إن-زد11.
تشير القياسات المتعددة والتي يتفق عليها العلماء أنه في بداية الكون تعددت نشأة المجرات الصغيرة في مناطق كونية تكاثفت فيها الغازات الأولية من هيدروجين وهيليوم. ولما كانت المسافات بين تلك المجرات لا تزال صغيرة فإن الكثير منها تجمع في تجمعات حدث فيها اندماجات وبذلك تكونت مجرات كبيرة مثل مجرتنا و مجرة المرأة المسلسلة . يشير عمر تكون مجرتنا إلى نحو 3و13 مليار سنة سبقت، أما تكوّن المجموعة الشمسية فقد نشأت قبل نحو 5و4 مليار سنة. كما يدل ما نجده على الأرض من عناصر الحديد والعناصر الثقيلة مثل الذهب والفضة واليورانيوم والرصاص على أن المجموعة الشمسية نشأت كجيل جديد من انفجار نجم كبير، عمل انفجاره على انتشار غازاته في الفضاء وتكوين تلك العناصر الثقيلة، فإن العناصر الثقيلة - الأثقل من الحديد تنشأ من انفجار مستعر أعظم.

## وصلات خارجية
- ESA: Hubble Telescope - Hubble breaks cosmic distance record (englisch, 3. März 2016)
- Hubble ESA - Zoom on GN-z11 (يوتيوب-Video, englisch, 2. März 2016)